# エドウィン・デ・ロス・サントス
エドウィン・デ・ロス・サントス（Edwin De Los Santos、1999年10月7日 - ）は、ドミニカ共和国のプロボクサー。サントドミンゴ出身。

## 来歴

### プロ時代
2018年8月25日、サンティアゴ・ロドリゲス州サバネタのホテル・マリエンにてプロデビュー戦を行い、2回1分50秒TKO勝ち。
2022年9月4日、カリフォルニア州ロサンゼルスのクリプト・ドットコム・アリーナにてアンディ・ルイス・ジュニア対ルイス・オルティスの前座でWBCアメリカ大陸ライト級王者ホセ・バレンズエラと対戦し、3回1分8秒KO勝ちを収め王座獲得に成功した。
2023年7月8日、ニュージャージー州アトランティックシティのボードウォーク・ホールにてジャロン・エニス対ロイマン・ビジャの前座でジョセフ・アドルノと対戦し、10回3-0の判定勝ちを収め王座の初防衛に成功した。
2023年11月16日、ネバダ州ラスベガスのT-モバイル・アリーナにてWBC世界ライト級1位のシャクール・スティーブンソンとWBC世界ライト級王座決定戦を行い、12回0-3（113-115、2者が112-116）の判定負けを喫し王座獲得に失敗した。

## 戦績
- プロボクシング：18戦 16勝 (14KO) 2敗

| 戦           | 日付           | 勝敗 | 時間    | 内容    | 対戦相手                             | 国籍           | 備考                                  |
| ------------ | -------------- | ---- | ------- | ------- | ------------------------------------ | -------------- | ------------------------------------- |
| 1            | 2018年8月25日  | ☆    | 2R 1:50 | TKO     | ホセ・ビダル・ナサンチェス           | ドミニカ共和国 | プロデビュー戦                        |
| 2            | 2018年9月30日  | ☆    | 2R 2:41 | TKO     | カルロス・アンティグア               | ドミニカ共和国 |                                       |
| 3            | 2018年10月6日  | ☆    | 2R 1:10 | TKO     | レイ・アコスタ・オリベロ             | ドミニカ共和国 |                                       |
| 4            | 2018年11月9日  | ☆    | 2R 2:16 | KO      | エクトル・ニバル                     | ドミニカ共和国 |                                       |
| 5            | 2018年11月30日 | ☆    | 1R 0:35 | KO      | マヌエル・ボティス                   | ドミニカ共和国 |                                       |
| 6            | 2019年3月16日  | ☆    | 6R      | 判定3-0 | フランシスコ・コントレラス・ロペス   | ドミニカ共和国 |                                       |
| 7            | 2019年4月27日  | ☆    | 1R 0:52 | KO      | ホナタン・マリアーノ                 | ドミニカ共和国 |                                       |
| 8            | 2019年5月25日  | ☆    | 1R 0:52 | TKO     | アントニ・アルマス                   | ベネズエラ     |                                       |
| 9            | 2019年10月12日 | ☆    | 1R 2:43 | TKO     | アンドレス・ベンス・ザパタ           | ドミニカ共和国 |                                       |
| 10           | 2020年2月22日  | ☆    | 1R 1:02 | TKO     | フアン・アルベルト・ガルシア・ペレス | ドミニカ共和国 |                                       |
| 11           | 2020年12月16日 | ☆    | 2R 0:45 | KO      | ペドロ・ベルドゥ                     | ベネズエラ     |                                       |
| 12           | 2021年3月12日  | ☆    | 1R 2:43 | TKO     | ルイス・モンターノ・アルバレス       | メキシコ       |                                       |
| 13           | 2021年5月15日  | ☆    | 3R 1:25 | TKO     | マルコ・アセベド                     | ドミニカ共和国 |                                       |
| 14           | 2022年1月7日   | ★    | 8R      | 判定1-2 | ウィリアム・フォスター3世            | アメリカ合衆国 |                                       |
| 15           | 2022年3月11日  | ☆    | 2R 0:48 | KO      | ルイス・アコスタ                     | アメリカ合衆国 |                                       |
| 16           | 2022年9月4日   | ☆    | 3R 1:08 | KO      | ホセ・バレンズエラ                   | アメリカ合衆国 | WBCアメリカ大陸ライト級タイトルマッチ |
| 17           | 2023年7月8日   | ☆    | 10R     | 判定3-0 | ジョセフ・アドルノ                   | アメリカ合衆国 | WBCアメリカ大陸防衛1                  |
| 18           | 2023年11月16日 | ★    | 12R     | 判定0-3 | シャクール・スティーブンソン         | アメリカ合衆国 | WBC世界ライト級王座決定戦             |
| 19           | 2025年6月7日   |      |         |         | キーショーン・デービス               | アメリカ合衆国 | WBO世界ライト級タイトルマッチ 試合前  |
| テンプレート |                |      |         |         |                                      |                |                                       |

## 獲得タイトル
- WBCアメリカ大陸ライト級王座